# Myriam Saduis
Myriam Saduis est  une metteuse en scène, autrice et actrice française, elle vit et travaille en Belgique; son histoire familiale, évoquée en partie dans son œuvre, a percuté l'histoire de la décolonisation tunisienne.

## Biographie
Myriam Saduis, de nationalité française, vit à Bruxelles. Sa compagnie Défilé est en résidence au Théâtre Océan Nord.
C’est lors de stages au Théâtre du Soleil, sous la direction d’Ariane Mnouchkine, que Myriam Saduis fait l’expérience décisive du théâtre. Elle étudie ensuite le théâtre à l’INSAS à Bruxelles, travaille en tant qu’actrice pendant plusieurs années, puis se tourne vers la mise en scène. Parallèlement à sa pratique artistique, elle a travaillé quinze ans en milieu psychiatrique où elle a mené des ateliers de théâtre avec des personnes en difficulté.  Elle enseigne le jeu au Conservatoire de Liège et au cours Florent à Bruxelles.
En 2000, Myriam Saduis réalise une première petite forme, Énorme changement de dernière minute, d'après des nouvelles de l'autrice américaine Grace Paley. En 2004, Ingmar Bergman lui accorde les droits pour Une affaire d’âme, un scénario en forme de plan-séquence, resté inédit, qui traite de la folie féminine. Elle en signe la première mise en scène, récompensée par le prix Découverte aux Prix belges de la critique 2009.
En janvier 2012, Myriam Saduis crée au Théâtre Océan Nord La nostalgie de l'avenir, une adaptation de La Mouette d'Anton Tchekhov relue au prisme d'une chronologie fragmentée. Le spectacle a été primé deux fois aux Prix belges de la critique 2012. En 2013, elle crée Protocole de relance d’après Si ce n'est plus un homme de Nicole Malinconi. En 2015 : création d'Amor Mundi, une méditation onirique et philosophique autour des figures d'Hannah Arendt et Walter Benjamin, au Théâtre95 de Cergy-Pontoise, d’après un texte de Myriam Saduis et Valérie Battaglia.
Novembre 2018 : création de Final Cut (texte, mise en scène et jeu) où se croisent sa propre biographie et l’histoire coloniale. Le spectacle reçoit un accueil critique exceptionnel, et est récompensé de deux prix Maeterlinck en 2019 dans les catégories meilleur spectacle et meilleure actrice.
Le théâtre de Myriam Saduis se caractérise par un élan, celui-ci se traduisant dans le rythme de jeu, dans l’écriture, dans les mouvements choraux, dans l’alchimie scénique entre réalisme et onirisme.

## Œuvres
- 2000 : première petite forme, Énorme Changement de dernière minute, d'après des nouvelles de l'auteure américaine Grace Paley[2].
- 2004-2008 : mise en scène en 2008 au Théâtre Océan Nord d'Une affaire d’âme, dont Miryam Saduis a reçu les droits d'Ingmar Bergman en 2004. Elle reçoit le prix Découverte de l'année en 2009 aux Prix belges de la critique pour cette adaptation.
- 2012 : adaptation et mise en scène de La Nostalgie de l'avenir d'après La Mouette d'Anton Tchekhov, au Théâtre Océan Nord. La pièce est sélectionnée par le Théâtre des Doms au Festival d'Avignon et tournera en France et en Belgique lors de la saison 2013-2014. Le spectacle sera primé deux fois en 2012 avec le Prix de l'espoir féminin pour la comédienne Aline Mahaux et le Prix de la mise en scène pour Myriam Saduis.
- 2013 : création de Protocole de relance, d'après Si ce n'est plus un homme de Nicole Malinconi, au Théâtre Poème 2 à Bruxelles[3].
- 2015 : création d'Amor Mundi d'après Hannah Arendt au Théâtre95 de Cergy-Pontoise, en coproduction avec le Théâtre Océan Nord à Bruxelles. La pièce sera primée deux fois en 2016 aux Prix de la critique belge[4] pour la mise en scène et pour le prix de la meilleure interprétation féminine (Mathilde Lefèvre).
- 2018 : création de Final Cut[5] dans le cadre du festival Mouvements d'identité au Théâtre Océan Nord. Construit autour de son histoire familiale, la pièce reçoit le Prix Maeterlinck pour le meilleur spectacle et la meilleure actrice en 2019[6],[7]. Interprétée durant l'été 2019 au festival Off d'Avignon[8],[6],[9],[10], cette pièce fait l'objet de reprises en 2022[11],[6].